# فيليب غانيه
فيليب غانيه هو غطاس كندي، ولد في 23 أكتوبر 1997 في مونتريال في كندا.

## وصلات خارجية
- فيليب غانيه على موقع الاتحاد الدولي للسباحة (الإنجليزية)
- فيليب غانيه على موقع قاعدة بيانات الغوص IAT (الألمانية)
- فيليب غانيه على موقع اللجنة الأولمبية الدولية (الإنجليزية)
- فيليب غانيه على موقع أوليمبيديا (الإنجليزية)
- فيليب غانيه على موقع اللجنة الأولمبية الكندية (الإنجليزية)